# بروزانی ناد اوهری
بروزانی ناد اوهری (به چکی: Brozany nad Ohří) یک منطقهٔ مسکونی در جمهوری چک است که در ناحیه لیتومیریتسه واقع شده‌است. بروزانی ناد اوهری ۱۴٫۶۸ کیلومتر مربع مساحت و ۱٬۱۵۲ نفر جمعیت دارد و ۱۵۴ متر بالاتر از سطح دریا واقع شده‌است.